# Abbey Theatre

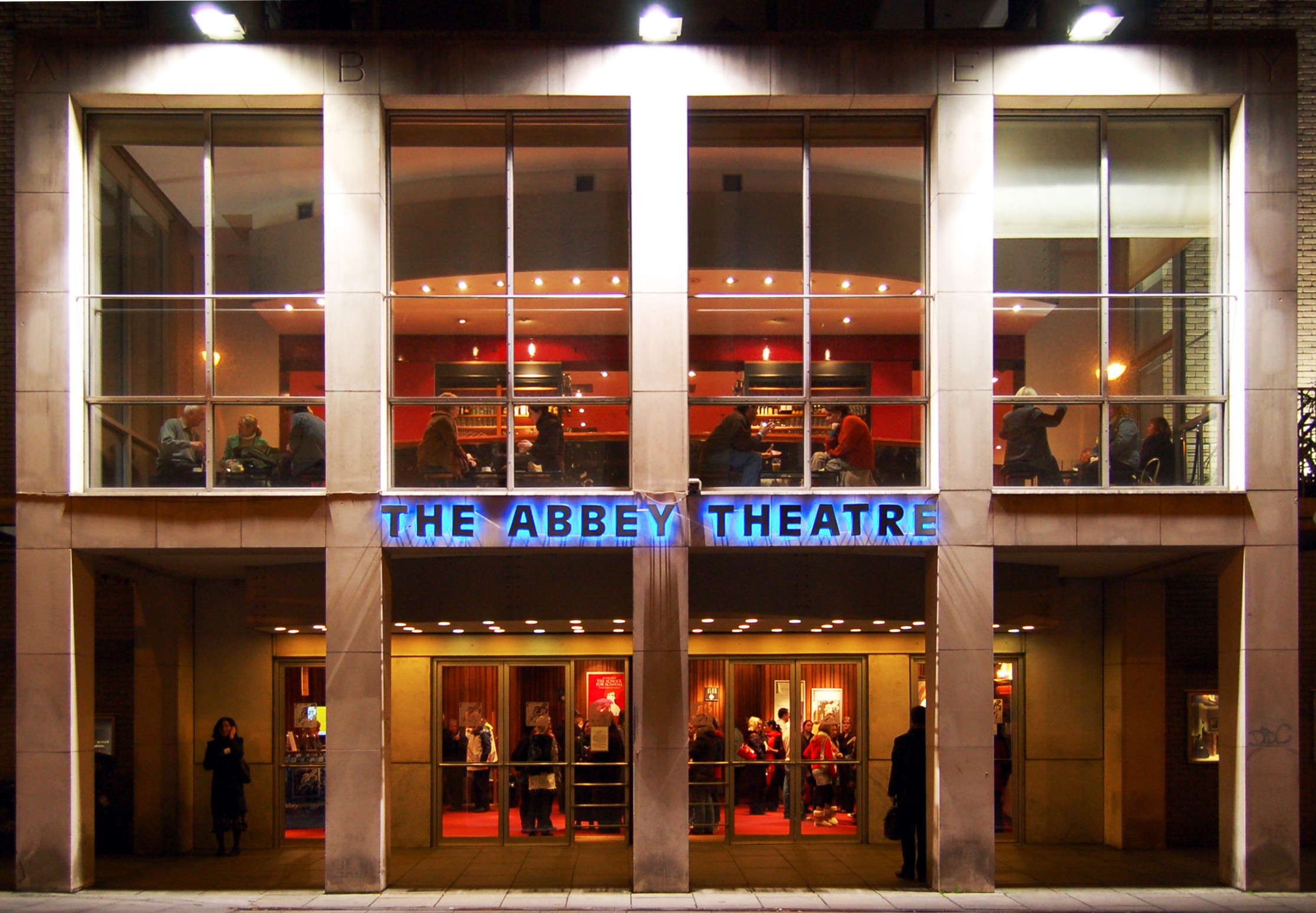
Das Abbey Theatre 2006

Das Abbey Theatre (irisch Amharclann na Mainistreach) ist das irische Nationaltheater in Dublin, Irland. Es wurde 1904 gegründet, um Werke irischer Autoren und irischer Thematik zu zeigen und zu einer kulturellen Identität Irlands beizutragen. Es erhält seit 1925 Subventionen der irischen Regierung und ist somit das erste staatlich subventionierte Theater der englischsprachigen Welt. Nach einem Brand 1951 nutzte das Ensemble das Queen’s Theatre, bis 1966 das Abbey Theatre wieder aufgebaut werden konnte und heute Platz für 628 Zuschauer bietet.
Der Dichter William Butler Yeats und die Schriftstellerin Isabella Augusta Gregory waren neben Edward Martyn u. a. Gründer und Direktoren des Theaters, in dem am 27. Dezember 1904 das erste Stück aufgeführt wurde. In den Anfangsjahren war das Theater eng mit den Schriftstellern der Irish Literary Revival (auch Celtic Twilight) verbunden und diente als Bühne für viele irische Dramatiker und Schauspieler des 20. Jahrhunderts. Zusätzlich haben die vielen Gastspiele im Ausland, insbesondere in Nordamerika dazu beigetragen, dass das Theater ein wichtiger Träger des irischen Tourismus ist.
Im Abbey Theatre wurden Stücke irischer Schriftsteller uraufgeführt, darunter Werke von Yeats und Gregory sowie von John Millington Synge, George William Russell und Seán O’Casey. Es ist bekannt für seine Produktionen von Werken aus dem frühen 20. Jahrhundert.
In den letzten Jahren werden auch junge Künstler und Schauspielschüler gefördert, im Abbey Theatre befindet sich eine eigene Experimentierbühne, das Peacock Theatre, wo Stücke der Abbey School of Acting aufgeführt werden. Das Abbey Theatre zeigt zudem Stücke in irischer Sprache.

## Vor dem Abbey
Die Gründung des Abbey ist auf das Zusammenkommen dreier Kräfte zurückzuführen.
Die erste war das gescheiterte Irish Literary Theatre. Gegründet 1899 von W.B. Yeats, Lady Gregory, George Moore und Edward Martyn, präsentierte das Theater eine Reihe Stücke im Ancient Concert Room und im Gaiety Theatre, die beim Publikum keinen Anklang fanden.
Die Zweite war die Arbeit der Brüder William und Frank Fay. William arbeitete in den 1880ern eine Zeit lang für eine Gruppe fahrender Schauspieler in Irland, Schottland und Wales, während sein Bruder Frank sich für Amateurtheater in Dublin engagierte. Nachdem William zurückgekehrt war, begannen die Geschwister Stücke auf verschiedenen Bühnen Dublins aufzuführen. Letztendlich gründeten sie die W. G. Fay’s Irish National Dramatic Company, die sich der Förderung irischer Schauspieltalente verschrieb. Im April 1902 gaben die Fays drei Vorstellungen von Æs Stück Deirdre und Yeats’ Cathleen Ní Houlihan in St. Theresa’s Hall in Dublin. Die Aufführung zielte hauptsächlich auf ein Publikum der Arbeiterklasse und nicht auf die üblichen Theatergänger aus der Dubliner Mittelklasse. Es wurde, größtenteils durch den Auftritt von Maud Gonne in Yeats’ Stück, ein Riesenerfolg.
Das dritte Element war die Anwesenheit von Annie Horniman. Horniman war eine Engländerin, die schon früher Erfahrung mit der Theaterproduktion gemacht hatte, wie z. B. der Präsentation George Bernard Shaws Arms and Man in London. Sie kam 1903 nach Dublin, um unbezahlt für die Produktion von The King’s Threshold als Yeats’ Sekretärin zu arbeiten. Es war ihr Geld, das das Abbey ermöglichte.

## Gründung des Abbey

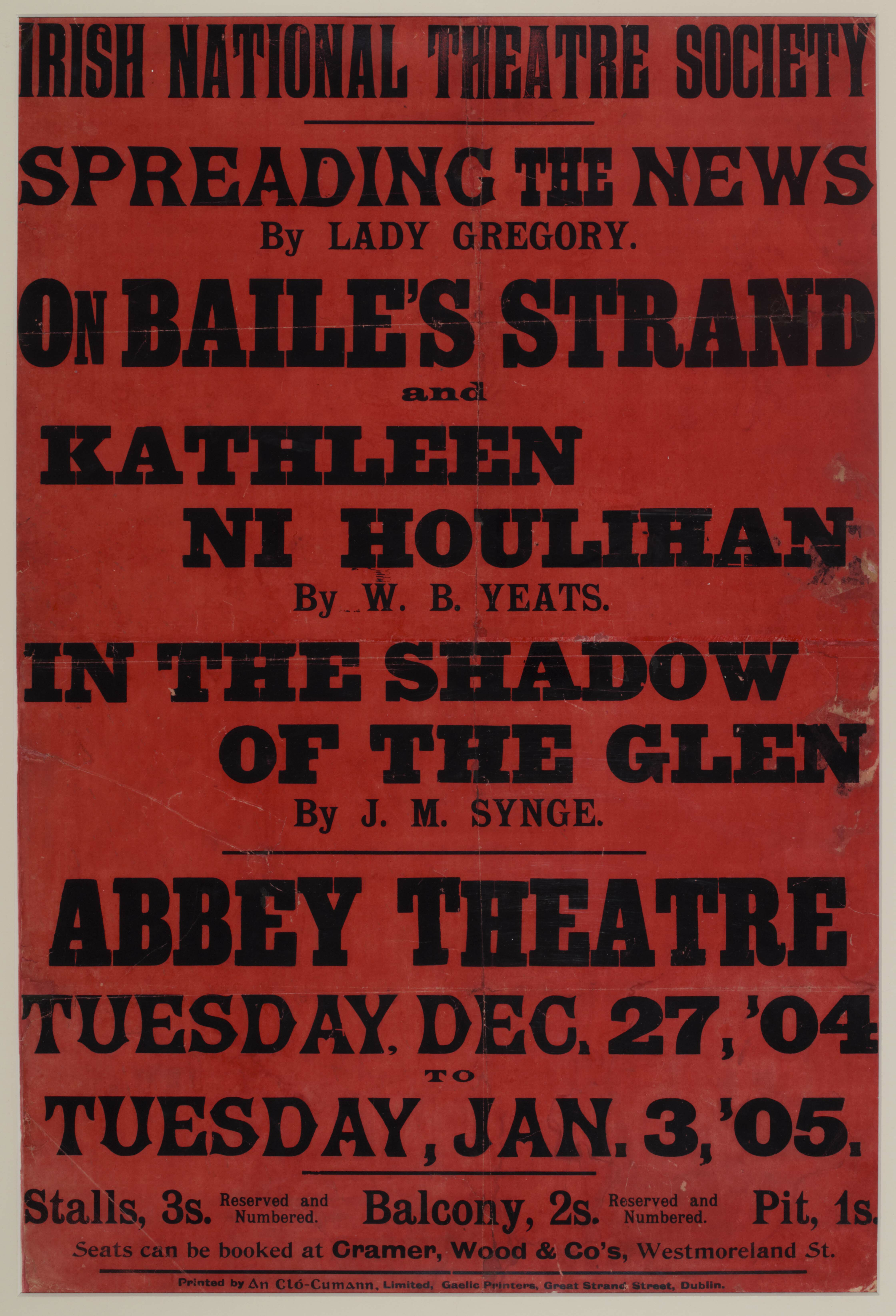
Plakat des Abbey für die Eröffnungsnacht

Im Lichte des Erfolges der Unternehmung in St. Theresa’s Hall wurde die Irish National Theatre Society 1903 von Yeats als Präsident, Lady Gregory, E. Martyn und John Millington Synge ins Leben gerufen. Die Gelder stammten von Annie Horniman. Anfänglich wurde die Stücke in der Molesworth Hall aufgeführt. Als das Hibernian Theatre of Varieties in der Lower Abbey Street und ein angrenzendes Gebäude nach deren Schließung durch die örtlich Brandschutzkommission verfügbar wurden, beschlossen Horniman und William Fay, die Gebäude zu erwerben und nach den Ansprüchen der Gesellschaft umzubauen. Da Horniman keine Bürgerin Irlands war, musste sie ein Royal Letters Patent erworben, für das Lady Gregory bürgte. William Fay wurde zum Theater Manager ernannt und ihm wurde die Verantwortung für das Training der Schauspieler übergeben. Yeats’ Bruder Jack Yeats wurde beauftragt, Porträts der führenden Mitglieder der Gesellschaft für das Foyer zu zeichnen und Sarah Purser gestaltete Glasmalereien für denselben Zweck.
Am 27. Dezember öffneten sich die Vorhänge für die Eröffnungsabend. Die Vorführung bestand aus drei Einaktern, On Baile’s Strand und Cathleen Ní Houlihan von Yeats und Spreading the News von Lady Gregory. Am zweiten Abend wurde In the Shadow of the Glen von Synge anstelle des zweiten Stückes von Yeats gespielt. Die beiden Reihen wechselten sich über fünf Abende ab. Frank Fay, der die Rolle des Cuchulainn aus On Baile’s Strand spielte, war der erste Schauspieler, der die Bühne des Abbey betrat. Obwohl Horniman die Kostüme entwarf, waren weder sie noch Lady Gregory anwesend. Horniman war nach England zurückgekehrt und ihre hauptsächliche Arbeit für das Abbey bestand in den folgenden Jahren in der Finanzierung, Öffentlichkeitsarbeit und der Organisation von Tourneen des Abbey durch London und kleinere lokale Bühnen.
1905 entschieden sich Yeats, Lady Gregory und Synge, das Abbey in eine GmbH zu überführen. Da sie dabei Horniman übergingen fühlte diese sich schlecht behandelte und beauftragte Ben Iden Payne, einen ehemaligen Angestellten des Abbey, ihre neue Theatergruppe in Manchester aufzubauen. Auch die leitenden Schauspieler Máire Nic Shiubhlaigh, Honor Lavelle (Helen Laird), Emma Vernon, Máire Garvey, Frank Walker, Seamus O’Sullivan, Pádraic Colum und George Roberts verließen die Gesellschaft.

## Die frühen Jahre
Das neue Theater wurde ein großer Erfolg mit zahlreichem Publikum bei den meisten Produktionen. Es konnte sich außerdem glücklich schätzen, mit Synge einen der besten englischsprachigen Schriftsteller als wichtiges Mitglied zu haben. Das Theater führte aber auch Stücke von bekannten bzw. bald bekannt werdenden Autoren wie Yeats, Lady Gregory, Moore, Martyn, Padraic Colum, Oliver St. John Gogarty, F. R. Higgins, Thomas MacDonagh (einer der Anführer des Osteraufstandes 1916), T. C. Murray und Lennox Robinson auf. Viele dieser Autoren waren auch im Vorstand des Theaters, mit dem Ergebnis, dass es einen kontinuierlichen Ruf als Schriftstellertheater bekam.
Zu einer Krise kam es im Januar 1907. Bei der Uraufführung von Synges The Playboy of the Western World kam es zu einem Theaterskandal und zu heftigen Tumulten, die sich zunächst im Theatersaal, später auf den umliegenden Straßen abspielten und von der Polizei beendet werden mussten. Irische Nationalisten meinten, dass das Stück nicht politisch genug sei und durch seine unmoralische Sprache die Würde Irlands, insbesondere der irischen Frauen verletze. Der Schluss der Uraufführung wurde als Pantomime aufgeführt.
Obwohl die Pressemeinung bald gegen die Kritiker war und die Proteste (bekannt geworden als die Playboy Riots) verebbten, war das Abbey erschüttert und Synges nächstes (und letztes vollendetes) Stück The Tinker’s Wedding (1908) wurde aus Furcht vor neuen Störungen nicht aufgeführt.
Im selben Jahr endete die Beziehung der Gebrüder Fay mit dem Theatre, die in die USA emigrierten, und das Tagesgeschäft wurde von Lennox Robinson übernommen. Als am 7. Mai 1910, zur Ehrung des verstorbenen König Edward VII., alle Theater geschlossen waren, hielt Robinson (unfreiwillig) das Theater geöffnet; Horniman kappte daraufhin sämtliche Beziehungen zum Abbey. Nach ihrer eigenen Schätzung hatte sie bis dahin £10.350 ihres eigenen Geldes für das Projekt aufgewandt, eine beträchtliche Summe in der damaligen Zeit.
Mit dem Verlust von Horniman, Synge und den Fays dümpelte das Abbey unter Robinson vor sich hin und litt unter nachlassendem Interesse der Öffentlichkeit und mangelnden Einnahmen an der Theaterkasse. Dieser Trend wurde durch Seán O’Casey, der Synge beerbte, gestoppt. O’Caseys Karriere begann mit The Shadow of a Gunman, das 1923 im Abbey aufgeführt wurde. Dem folgten Juno and the Paycock (1924) und The Plough and the Stars (1926). Das letzte Stück führte zu Störungen, die an die beim Playboy 19 Jahre zuvor erinnerten. Verängstigt durch die Reaktion der Öffentlichkeit wurde O’Caseys nächstes Stück abgelehnt und er emigrierte kurz danach.

## Das Abbey nach Yeats
1924 wurde das Abbey von Yeats und Lady Gregory der Regierung des Freistaates Irland als Geschenk an das irische Volk angeboten. Trotz Zurückhaltung des Finanzministeriums wurde das Angebot angenommen, hauptsächlich wegen der Unterstützung irischsprachiger Stücke durch das Theater. Als Ergebnis wurde das Abbey 1925 zur ersten staatlich unterstützten Theatergesellschaft in der englischsprachigen Welt. Im folgenden Jahr wurde die Abbey School of Acting und die Abbey School of Ballet gegründet. Die Ballettschule, die bereits 1933 wieder schloss, wurde von Ninette de Valois geleitet, die auch einige Stücke von Yeats choreografierte.
Zu dieser Zeit wurde mehr Platz erworben und ein kleines experimentelles Theater, The Peacock begann unter der Hauptbühne den Betrieb. 1928 begannen Hilton Edwards und Micheál MacLiammoir über das Gate Theatre Stücke wichtiger europäischer und amerikanischer Autoren auf der Bühne des Peacock aufzuführen. Später suchte das Gate neue irische Autoren, um deren Stücke aufzuführen, und ein Beispiel zeigt, wie tief das Abbey zu dem damaligen Zeitpunkt gesunken war. Denis Johnston schickte sein erstes Stück Shadowdance zum Abbey, wo es prompt von Lady Gregory zurückgewiesen wurde, die die Worte „The Old Lady says No“ auf das Deckblatt schrieb. Johnston gab seinem Stück einen neuen Namen und 1928 wurde es vom Gate auf der Bühne des Peacock aufgeführt. Der neue Name war The Old Lady Says ‘No’.
Die Tradition des Abbey als ein Autorentheater überlebte Yeats’ Rückzug vom Tagesgeschäft. Beispielsweise war Frank O’Connor in den Jahren 1935 bis 1939 im Vorstand, 1937 als Direktor und hatte zwei Stücke, die während seiner Zeit aufgeführt wurden. Die 1940er und 50ern war der Tiefpunkt der Besucherzahlen, die nur durch die Anwesenheit populärer Schauspieler wie F. J. McCormick und Autoren wie George Shiels nicht noch tiefer sanken. Ein anderer Mieter des Abbey war Austin Clarkes Dublin Verse Speaking Society, später das Lyric Theatre, die erst das Peacock und dann die Hauptbühne bespielten. Am 18. Juli 1951 wurde das Abbey durch einen Brand zerstört und nur das Peacock überlebte. Die Gesellschaft mietete das alte Queen’s Theatre im September und nutzen dieses Provisorium bis 1966. Das Queen’s war das Zuhause der Happy Gang, einer Gruppe Komödianten, die Sketche, Burlesken und Pantomime vor einem großen Publikum aufführten. Mit ihren Bauernkomödien waren die neuen Mieter des Queen’s nicht weit von den alten entfernt. Im Februar 1961 wurde die Ruine des Abbeys abgetragen und der Wiederaufbau unter Leitung des irischen Architekten Michael Scott begann. Am 3. September 1963 wurde vom irischen Präsidenten Eamon de Valera der Grundstein des neuen Theaters gelegt, das am 18. Juli 1966 die Türen öffnete.

## Das Abbey seit 1966
Das Zusammenspiel des neuen Gebäudes, einer neuen Generation von Autoren wie Hugh Leonard, Brian Friel und Tom Murphy und des Wachstums des Tourismus mit dem Nationaltheater als eine der Attraktionen half dem Wiedererstarken des Theaters. Auch das seit 1957 stattfindende Dublin Theatre Festival, bei dem das Abbey teilnahm, war ein Faktor.
Stücke wie Friels Philadelphia Here I Come (1964), The Faith Healer (1979) und Dancing at Lughnasa (1990), Murphys Whistle in the Dark (1961) und The Gigli Concert (1983) sowie Leonards Da (1973) und A Life (1980) unterstützten das Abbey, sein internationales Profil durch erfolgreiche Aufführungen im Londoner West End und am Broadway zu stärken. Trotz dieser und anderer Erfolge waren die meisten Vorführungen schlecht besucht und 2004, im Jahr des hundertjährigen Bestehens, weniger als die Hälfte der Plätze besetzt.
Derzeit befindet sich das Abbey Theatre auf der Suche nach einem neuen Gebäude, da auch das neue Theater ein Sicherheitsrisiko darstellt.